# KFM 6시 취재현장
《KFM 6시 취재현장》은 경기방송에서 평일 저녁 6시부터 저녁 6시 30분까지 방송했던 저녁종합뉴스 프로그램이다.

## 앵커
- 이유나 (경기방송 편성제작부 아나운서)

## 같이 보기
- 경기방송

| 경기방송 평일 프로그램 |                          |                        |
| 이전                   | KFM 6시 취재현장         | 다음                   |
| 이유나의 팝스 콘서트   | KFM 6시 취재현장         | 소영선의 유쾌한 시사   |
| 오후 4시 ~ 저녁 6시    | 저녁 6시 ~ 저녁 6시 30분 | 저녁 6시 30분 ~ 밤 8시 |
|                        |                          |                        |